# Sân bay Córdoba
Sân bay Córdoba (IATA: OBD, ICAO: LEBA) là một sân bay có cự ly 6 km so với trung tâm của thành phố Córdoba, Tây Ban Nha.

## Các hãng hàng không và tuyến bay
- FlySur (Barcelona, Casablanca, Vigo, Bilbao) [tất cả các tuyến bay tạm ngừng]